# Michael K. Williams

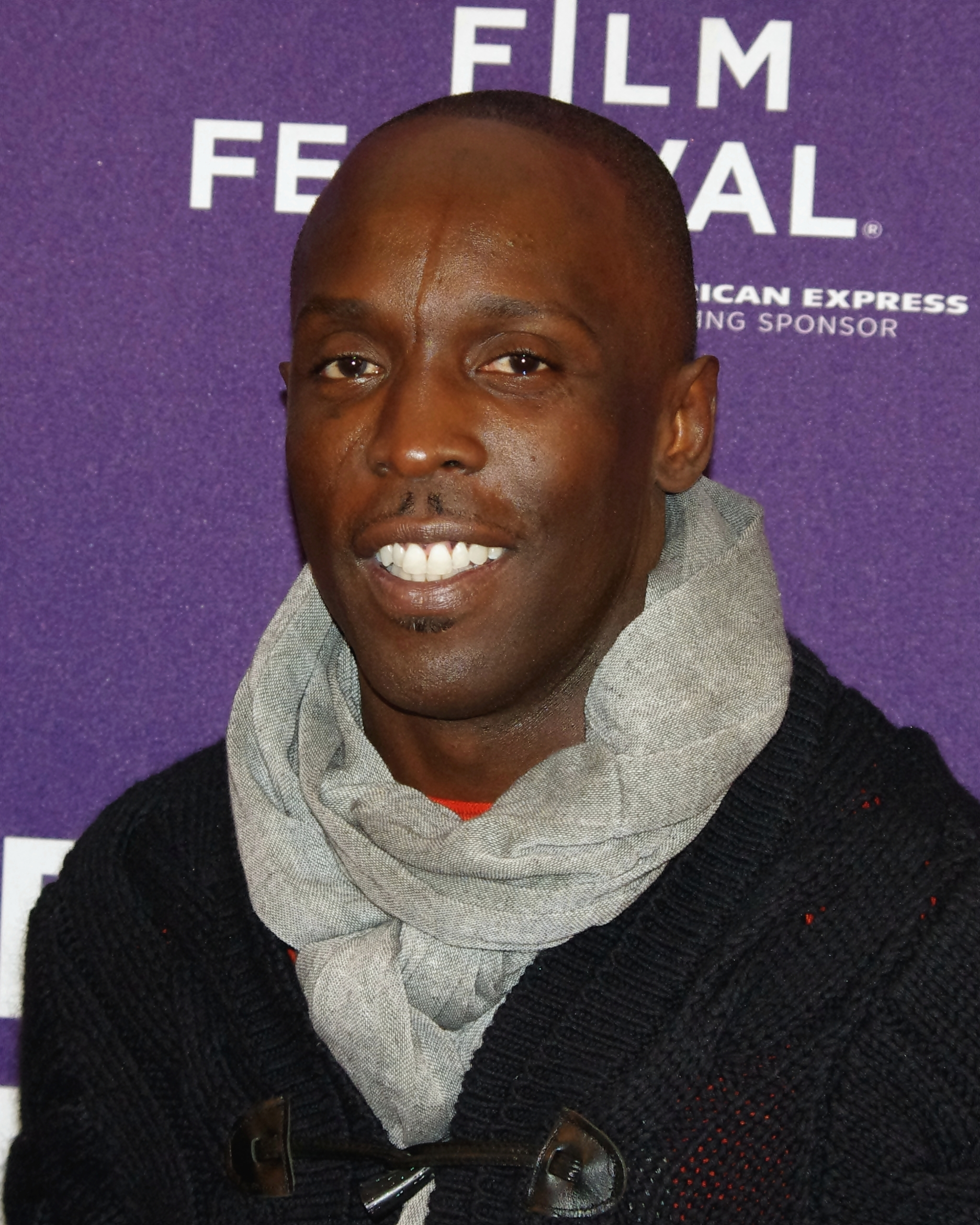
Michael K. Williams (2012)

Michael Kenneth Williams (* 22. November 1966 in Brooklyn, New York City; † 6. September 2021 ebenda) war ein US-amerikanischer Schauspieler.

## Leben
Williams wuchs im Stadtviertel East Flatbush in Brooklyn auf. Seine Mutter stammte von den Bahamas und arbeitete als Schneiderin. Die Eltern trennten sich noch während Williams’ Kindheit. Seine markante Narbe im Gesicht zog er sich an seinem 25. Geburtstag zu. Während eines Kampfes in einer Bar in Queens wurde ihm von einem Kontrahenten mit einer Rasierklinge das Gesicht aufgeschlitzt. Nachdem die Verletzung verheilt war, blieb die Narbe, und Williams wurde seiner Optik wegen für mehrere Musikvideos engagiert, unter anderem von George Michael, Madonna und Crystal Waters. Tupac Shakur engagierte Williams wegen seines markanten Aussehens für die Rolle des Bruders seines Charakters im Film Bullet – Auge um Auge. Drei Jahre später spielte er in Bringing Out the Dead – Nächte der Erinnerung von Martin Scorsese einen Drogendealer. Einem größeren Publikum bekannt wurde er vor allem durch seine Rolle als homosexueller Straßengangster Omar Little in der HBO-Erfolgsserie The Wire und als Alkoholschmuggler Chalky White in Boardwalk Empire (ebenfalls HBO). Die Kritik feierte ihn als Verkörperung eines Antihelden und er wurde insgesamt fünf Mal für den Emmy nominiert, zuletzt war dies im Jahr 2021 der Fall, für seine Rolle in der Serie Lovecraft Country.
Abseits der Kamera hatte er mit einer Drogenabhängigkeit zu kämpfen. So gab er in einem Interview im Jahr 2012 an, den Großteil seiner Gage für The Wire für Drogen ausgegeben zu haben. Nur mit Unterstützung seiner Kirchengemeinde in Newark sei es ihm gelungen, die Dreharbeiten bis zum Ende durchzustehen. Eine Begegnung mit Barack Obama während dessen Präsidentschaftskampagne 2008 motivierte Williams zum Fortsetzen der Filmkarriere. Der spätere Präsident hatte ihm gesagt, dass er The Wire für die beste Fernsehserie halte und Omar Little seine Lieblingsfigur sei.
2018 wurde er in die Academy of Motion Picture Arts and Sciences berufen, die jährlich die Oscars vergibt.
Am Nachmittag des 6. September 2021 wurde Williams tot in seiner Wohnung in New York gefunden. Er starb an einer Überdosis verschiedener Drogen.

## Filmografie (Auswahl)

### Filme
- 2004: Doing Hard Time – Harte Abrechnung (Doing Hard Time)
- 2005: Trapped in the Closet: Chapters 1–12
- 2006: Mercenary for Justice
- 2007: Gone Baby Gone – Kein Kinderspiel (Gone Baby Gone)
- 2007: Ich glaub, ich lieb meine Frau (I Think I Love My Wife)
- 2007: Trapped in the Closet: Chapters 13–22
- 2008: Buffalo Soldiers ’44 – Das Wunder von St. Anna (Miracle at St. Anna)
- 2008: Der unglaubliche Hulk (The Incredible Hulk)
- 2009: Das schwarze Herz (Tell-Tale)
- 2009: The Road
- 2010: Gesetz der Straße – Brooklyn’s Finest (Brooklyn’s Finest)
- 2013: Snitch – Ein riskanter Deal (Snitch)
- 2013: 12 Years a Slave
- 2014: RoboCop
- 2014: The Purge: Anarchy
- 2014: Kill the Messenger
- 2014: The Gambler
- 2014: Inherent Vice – Natürliche Mängel (Inherent Vice)
- 2015: Captive
- 2015: Bessie (Fernsehfilm)
- 2016: Triple 9
- 2016: Ghostbusters (Ghostbusters: Answer the Call)
- 2016: Assassin’s Creed
- 2018: Ein ganz gewöhnlicher Held (The Public)
- 2018: Superfly
- 2019: The Red Sea Diving Resort
- 2019: Motherless Brooklyn
- 2020: Arkansas
- 2020: Critical Thinking
- 2021: Body Brokers
- 2022: 892 (Breaking)
- 2023: Umzingelt (Surrounded)

### Fernsehserien
- 1997–2009: Law & Order (drei Folgen)
- 2001: Die Sopranos (The Sopranos, Folge 3x13)
- 2002–2008: The Wire (41 Folgen)
- 2003–2006: Law & Order: Special Victims Unit (zwei Folgen)
- 2005: Alias – Die Agentin (Alias, drei Folgen)
- 2005: Boston Legal (Folge 2x09)
- 2005, 2010: CSI: Vegas (zwei Folgen)
- 2007: The Kill Point (acht Folgen)
- 2009: The Philanthropist (acht Folgen)
- 2010–2014: Boardwalk Empire (35 Folgen)
- 2011–2012: Community (drei Folgen)
- 2016: The Night Of – Die Wahrheit einer Nacht (The Night Of, Miniserie)
- 2016–2018: Hap and Leonard (18 Folgen)
- 2017: When We Rise (Miniserie, sieben Folgen)
- 2019: When They See Us (Miniserie)
- 2020: Lovecraft Country (zehn Folgen)

### Videospiele
- 2013: Battlefield 4
- 2020: NBA 2K21
- 2021: Battlefield 2042